# Referendum in Slovenia del 2008
Il referendum in Slovenia del 2008 è stato una consultazione referendaria svoltasi 22 giugno 2008 per proporre l'istituzione di tredici province.
Il referendum consultivo non era vincolante e una decisione parlamentare per istituire le province era prevista più avanti nel 2008. Il governo spiegò la necessità della riforma con il fatto che la Slovenia è l'unico paese dell'Unione europea non avere suddivisioni amministrative e territoriali primarie, mentre la suddivisione provinciale avrebbe portato ad un miglioramento dell'amministrazione pubblica. L'opposizione criticò invece il gran numero di province, chiedendo agli elettori di astenersi al referendum.
L'affluenza è stata solo del 10,9% degli elettori registrati. Peraltro, i votanti nelle proposte province approvarono il cambiamento, ad eccezione della Slovenia centrale.